# Pusztasalgó
Pusztasalgó (1899-ig Usz-Salgó, szlovákul: Uzovský Šalgov) falu Szlovákiában, az Eperjesi kerület Kisszebeni járásában.

## Fekvése
Kisszebentől 4 km-re délnyugatra fekszik.

## Története
A község területén már a történelem előtti időkben is éltek emberek. A leletek többsége a falutól délre emelkedő 513 m magas Várhegyről került elő, ahol már a kőkorszakban emberi település volt. A legrégebbi leletek a vonaldíszes kerámiák népétől származnak az i. e. 6. évezredből. Az i. e. 5. évezredben a bükki kultúra népe lakta a vidéket. Ekkor a hegy tetején már földvár állt, a település pedig alatta, a teraszokon helyezkedett el. A hegy a későbbiekben is lakott maradt, az i. e. 3300 és 1900 közötti időben a bádeni kultúra népe élt itt. A korai bronzkorban a pilinyi kultúra, majd a lausitzi és a gávai kultúra erődített települései álltak a Várhegyen. A vaskort az i. e. 700 és 400 közötti időből a hallstatti kultúra és a 400 utáni laténi kultúra képviseli a leletek között.
A falu feletti hegyen még a 14. században is állt még egy földvár. A régészeti leletek arról tanúskodnak, hogy a várat 1241-ben a tatárok elfoglalták és felgyújtották, ezzel védelmi szerepe megszűnt. A mai települést 1323-ban Károly Róbert oklevelében említik először, melyben a király egy 1315-ben tett adományt erősít meg. A király ebben a mai Salgó-patak felső völgyében fekvő birtokot Thököly Pálnak és Andrásnak adja. A birtok központja – az egykori Tótfalu – a 13. század végéig létezett. Neve az itteni szlovák lakosságról tanúskodik. A pápai tizedjegyzék 1332-ben János nevű plébánosát is megemlíti. A település 1337-ben „Totfalua”, 1348-ban „Salgov” alakban szerepel. A faluban a 14. században fatemplom állt, mely 1372-ben még létezett; ebben az évben Salgónak 27 jobbágytelke volt. 1427-ben a bíróén kívül még 19 háztartás adózott a településen. A 15. században a falu birtokosai tamásfalvi és roskoványi nemesek voltak.
A 16. században az Úszok, a Thökölyek egyik ága a birtokos a községben. Róluk kapta a falu régi Usz-Salgó nevét. 1543-ban 2, 1567-ben szintén 2 portáig adózott a település – ugyanebben az évben 6 volt a háztartások száma. 1588-ban másfél portáig adózott a falu. A reformáció itt is hamar elterjedt, 1591-ben már evangélikus hitszónoka volt a községnek. 1600-ban 14 háztartás, valamint templom, plébánia és iskola állt a településen, ezzel a közepes nagyságú falvak közé számított. 1610 körül kőtemplom épült, melyet később Szent Imre herceg tiszteletére szenteltek. Az egyhajós reneszánsz építmény ekkor még torony nélküli volt. A templomot 1743-ban barokk stílusban építették át. 1787-ben 34 háza és 200 lakosa volt a községnek.
A 18. század végén Vályi András így ír róla: „SALGO. Usz Salgo. Tót falu Sáros Várm. földes Ura Péchy Uraság, lakosai külömbfélék, fekszik Szebenhez 3/4 mértföldnyire; határja sovány, fája van, réttyei meglehetősek.”
A 19. században a Semsey, később a Péchy család volt a birtokosa, akik egészen 1945-ig birtokolták a falu nagyobb részét. 1828-ban 49 házában 390 lakos élt, főként földművesek. A templom mellett, egy régebbi udvarház alapjain a 19. század közepén felépült a Péchy család késő klasszicista kastélya.
Fényes Elek 1851-ben kiadott geográfiai szótárában így ír a faluról: „Úsz-Salgó, tót falu, Sáros vgyében, Nyárs-Ardóhoz 1/2 órányira, 392 kath. lak. Sok gyümölcs. Jó határ. F. u. Úsz nemzetség. Ut. p. Berthót.”
Jelentős év volt még a falu életében 1896, amikor a Péchyek nagy kiterjedésű gyümölcsöst telepítettek a községbe. A trianoni diktátum előtt Sáros vármegye Kisszebeni járásához tartozott.

## Népessége
| Év:            | 1994. | 2004.   | 2014.   | 2024.    |
| -------------- | ----- | ------- | ------- | -------- |
| Emberek száma: | 577   | 570     | 602     | 669      |
| Eltérés:       |       | -1,21 % | +5,61 % | +11,12 % |

| Év:            | 2023. | 2024.   |
| -------------- | ----- | ------- |
| Emberek száma: | 656   | 669     |
| Eltérés:       |       | +1,98 % |

1910-ben 261, túlnyomórészt szlovák lakosa volt.
2001-ben 577 lakosából 573 szlovák volt.
2011-ben 609 lakosából 586 szlovák.

## Nevezetességei
- A Péchy-kastély 1840 és 1850 között, egy korábbi udvarház alapjain épült késő klasszicista stílusban. Körülötte nagy parkot létesítettek számos faritkasággal.
- Szent Imre herceg tiszteletére szentelt római katolikus temploma 1610 körül épült reneszánsz stílusban. 1743-ban barokk stílusban építették át. Főoltára 1700 körül készült.
- A Várhegy számos ősi kultúra településének lelőhelye.
- 130 éves kaliforniai mamutfenyő az iskola udvarán.
- Salgói halastó.